# Rokeri s Moravu
Rokeri s Moravu (serbisch-kyrillisch Рокери с Мораву, deutsch: Die Rocker von der Morava) war eine jugoslawische Parodie- und Folkband. Ihre Musik war eine Mischung aus Folk und Rock und ihre Texte wurden in südserbischen Dialekten gesungen.
Bekannt wurde die Band durch ihre kontroversen Liedtexte sowie durch die freche Kleidung. Sie trugen fast immer serbische Volkskleidung, wie die Šajkača und Opanke. Oft kombinierten sie traditionelle Kleidung mit Smokings, Pelzmänteln oder Unterhemden.
Vor und während dem Zerfall Jugoslawiens, wurden Lieder wie Pomozi bože! (Gott hilf uns!) oder Tajna večera (Das geheime Abendmahl) veröffentlicht, die die damalige Regierung bewusst provozieren sollten.

## Geschichte
Die Band wurde 1977 von Boris Bizetić, welcher die Lieder schrieb und sang, dem Sänger Zvonko Milenković, Branislav Anđelović und Branko Janković gegründet.  Die Rocker nahmen von 1977 bis zur Auflösung im Jahr 1991 19 Alben auf. Das meistverkaufte Album war Krkenzi kikiriki von 1980.
Die größten Hits waren Turio Ljubiša pivo da se 'ladi (Ljubiša hat das Bier kalt gestellt), Ja Tarzan a ti Džejn (Ich Tarzan, du Jane), Stojadinka ovce šiša (Stojadinka schert das Schaf) und Seks na eks (Sex auf Ex).

## Mitglieder
- Boris Bizetić genannt „Boca“ (1977–1991)
- Zvonko Milenković genannt „Sisoje“ (1977–1991, starb 2008)
- Branislav Anđelović genannt „Ćora“ (1977–1988, starb 2022[4])
- Branko Janković genannt „Jankula“ (1977–1982, starb 1982)